# Grušova
Grušova este o localitate din comuna Maribor, Slovenia, cu o populație de 95 de locuitori.